# Zmiany granicy polsko-słowackiej
Do 1918 roku granica polsko-słowacka była wewnętrzną granicą Austro-Węgier pomiędzy Słowacją należącą do Królestwa Węgier i Galicją należącą do Cesarstwa Austriackiego. Już wówczas istniały konflikty graniczne, np. kwestia wytyczenia granicy w Tatrach. Po rozpadzie Austro-Węgier i powstaniu w 1918 roku niepodległych państw Polski i Czechosłowacji spór graniczny rozgorzał na nowo. Tymczasowo zakończyła go decyzja Rady Ambasadorów podjęta w Spa 28 lipca 1920 roku ustalająca przebieg spornej granicy. Jednak obydwie strony nie czuły się usatysfakcjonowane tą decyzją.

## 1938 rok

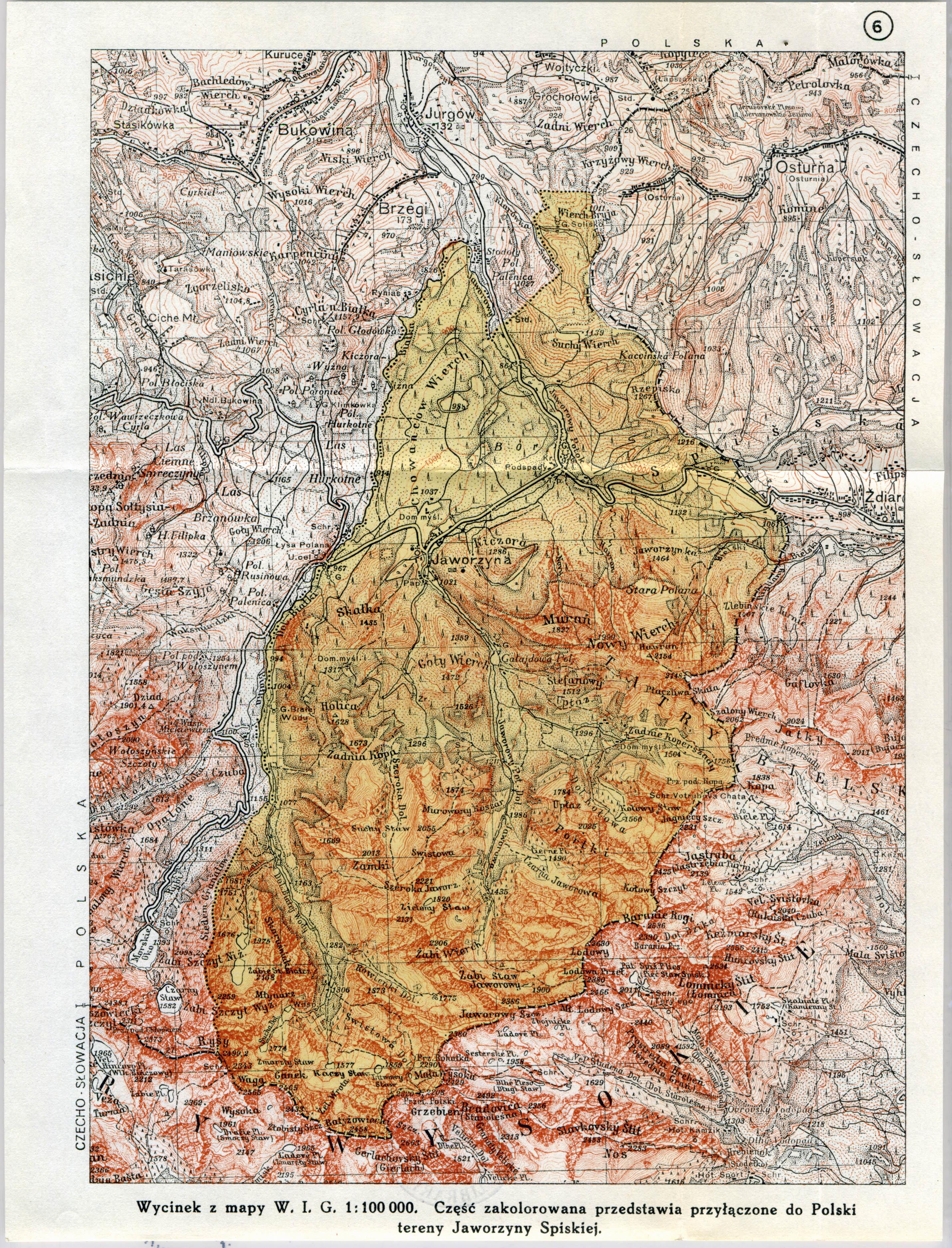
Niektóre skrawki Spiszu zajęte przez Polskę w 1938

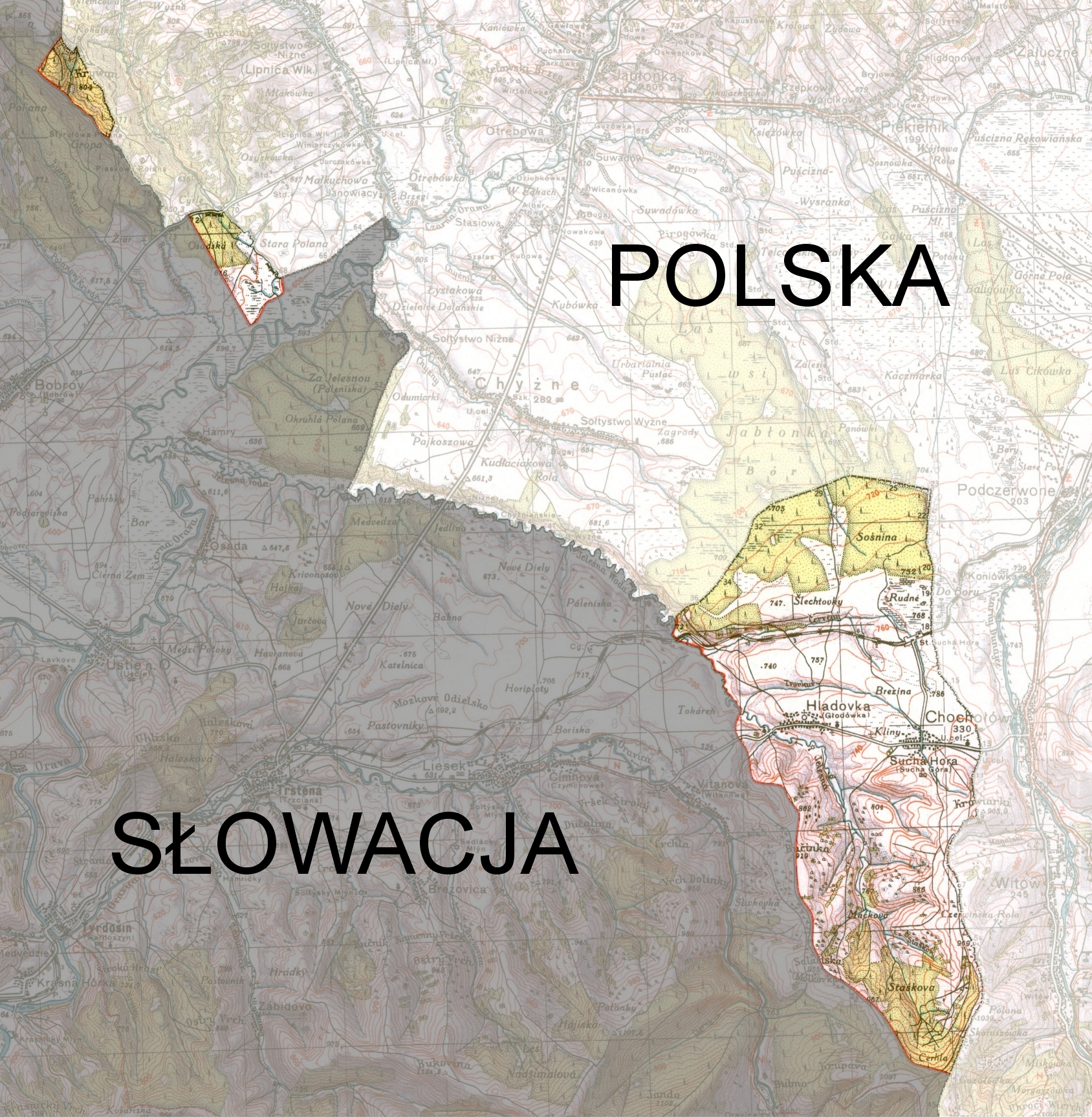
Obszar Orawy przyłączony do Polski w 1938

30 listopada 1938 roku Polska wymogła na Czecho-Słowacji cesję terytorium 11 wsi lub ich części:
- części Spisza (z Jaworzyną Spiską – 110 km² z 530 osobami oraz Leśnicą Pienińską – 14,25 km² z 479 mieszkańcami) wraz z północnymi stokami głównej grani Tatr wraz z wierzchołkami Zadniego Gerlachu i Lodowego Szczytu, które tym samym stały się najwyższymi szczytami Polski
- części Orawy
  - całe terytorium gmin katastralnych Głodówka i Sucha Góra Orawska
  - fragment gminy Trzciana sąsiadujący z wsią Lipnica Wielka – były to należące do mieszkańców tej polskiej wsi połać lasu oraz pastwisko i las Osadzka
  - część terytorium miejscowości Bobrów (fragment zachodniego stoku góry Krywań) i Orawska Półgóra (górna część Doliny Jałowca od przełęczy Głuchaczki do przełęczy Jałowieckiej z uroczyskiem Jałowiec i południowym stokiem Mędralowej)
- części Ziemi Czadeckiej (wzdłuż linii kolejowej Zwardoń – Czadca – Mosty Śląskie, z północnymi dzielnicami Czadcy oraz częściami wsi Czarne, Skalite i Świerczynowiec)
- niewielkie fragmenty terytoriów należących do wsi Szwaby Niżne, Szwaby Wyżne, Golembark (prawy brzeg Dunajca)
- położone naprzeciw Żegiestowa tereny nad Popradem koło wsi Międzybrodzie (słow. Medzibrodie) i Sulin (słow. Sulín) oraz teren wewnątrz meandru Popradu zwany Słowacką Łopatą (lub Spiską Łopatą)
- zalesione fragmenty gór w okolicach Cygiełki na pograniczu Szarysza i Beskidu Niskiego (pas na południe od linii łączącej szczyty Lackowa, Ostry Wierch oraz Jawor w okolicach Wysowej-Zdroju)
- źródliska Udawy nieopodal Balnicy w Bieszczadach, przez które przechodziła trasa bieszczadzkiej kolejki wąskotorowej między Maniowem a Solinką[3].

Zajęty przez Polskę obszar o powierzchni 226 kilometrów kwadratowych zamieszkiwało według różnych źródeł od 3280 do 4280 osób.

## 1939 rok
W trakcie kampanii wrześniowej teren polskiego Spisza, łącznie z terenami zajętymi przez Polskę w 1938 roku, zajęły wojska słowackie, natomiast Orawy – niemieckie. Tereny te w wyniku układu Ribbentrop – Černák zostały przekazane przez III Rzeszę niepodległej Słowacji, co nastąpiło 21 listopada 1939 roku.

## 1945 rok
Po zakończeniu II wojny światowej przywrócono przebieg granicy z lat 1920-1938, choć ostateczne porozumienie graniczne zapadło dopiero w 1958 roku. Strona polska uzyskała wówczas ostatecznie torowisko bieszczadzkiej kolejki wąskotorowej koło Balnicy.

## 1975 rok
Zmiany granicy polsko-słowackiej w latach 1975 i 2002 polegały na wymianie terytoriów pomiędzy dwoma państwami, z tym że przekazane obszary powierzchniowo były równe.
Na mocy umowy zawartej pomiędzy Polską Rzecząpospolitą Ludową a Czechosłowacką Republiką Socjalistyczną sporządzonej w Warszawie 21 marca 1975 roku:
- Czechosłowacja odstąpiła Polsce 249 439 m² (0,25 km²) terytorium w rejonie miejscowości Łysa nad Dunajcem
- Polska odstąpiła Czechosłowacji 249 439 m² (0,25 km²) terytorium w rejonie miejscowości Wojkowa

## 2005 rok
Na mocy umowy zawartej pomiędzy Rzecząpospolitą Polską a Republiką Słowacką sporządzonej w Starej Lubowli 29 lipca 2002 roku i ratyfikowanej w 2005 roku:
- w pobliżu wieży widokowej na Przełęczy Dukielskiej w rejonie polskiej miejscowości Barwinek i słowackiej miejscowości Vyšný Komárnik Polska odstąpiła Słowacji 376 m² terytorium, a Słowacja odstąpiła Polsce terytorium o takiej samej powierzchni (zmiana była podyktowana brakiem możliwości przywrócenia do poprzedniego stanu wspólnej drogi granicznej; droga ta została wybudowana w 1958 roku w celu umożliwienia turystom słowackim zobaczenia miejsc walk. Po korekcie granica przebiega środkiem drogi);
- na rzece Dunajec w rejonie polskich miejscowości Sromowce Niżne i Sromowce Wyżne oraz słowackich miejscowości Czerwony Klasztor i Stara Wieś Spiska Polska odstąpiła Słowacji część bezimiennej wyspy o powierzchni 2289 m², a Słowacja odstąpiła Polsce część wyspy Nokiel o takiej samej powierzchni (zmiana była podyktowana brakiem możliwości osadzenia znaków granicznych w odpowiednich miejscach, ze względu na zmianę kształtu wyspy)
- w rejonie polskiej miejscowości Jaworzynka i słowackiej miejscowości Skalité Polska odstąpiła Słowacji 304 m² terytorium, a Słowacja odstąpiła Polsce terytorium o takiej samej powierzchni (zmiana była podyktowana prośbami mieszkańców – po roku 1953 powstała tam droga, kilkakrotnie przecięta przez granicę, co powodowało wiele utrudnień w dostępie do działek po obu stronach, obecnie granica przebiega środkiem drogi)

Łącznie Polska przekazała Słowacji, a Słowacja Polsce terytoria o powierzchni 2969 m² (0,30 ha).